# المرحضة الخضراء

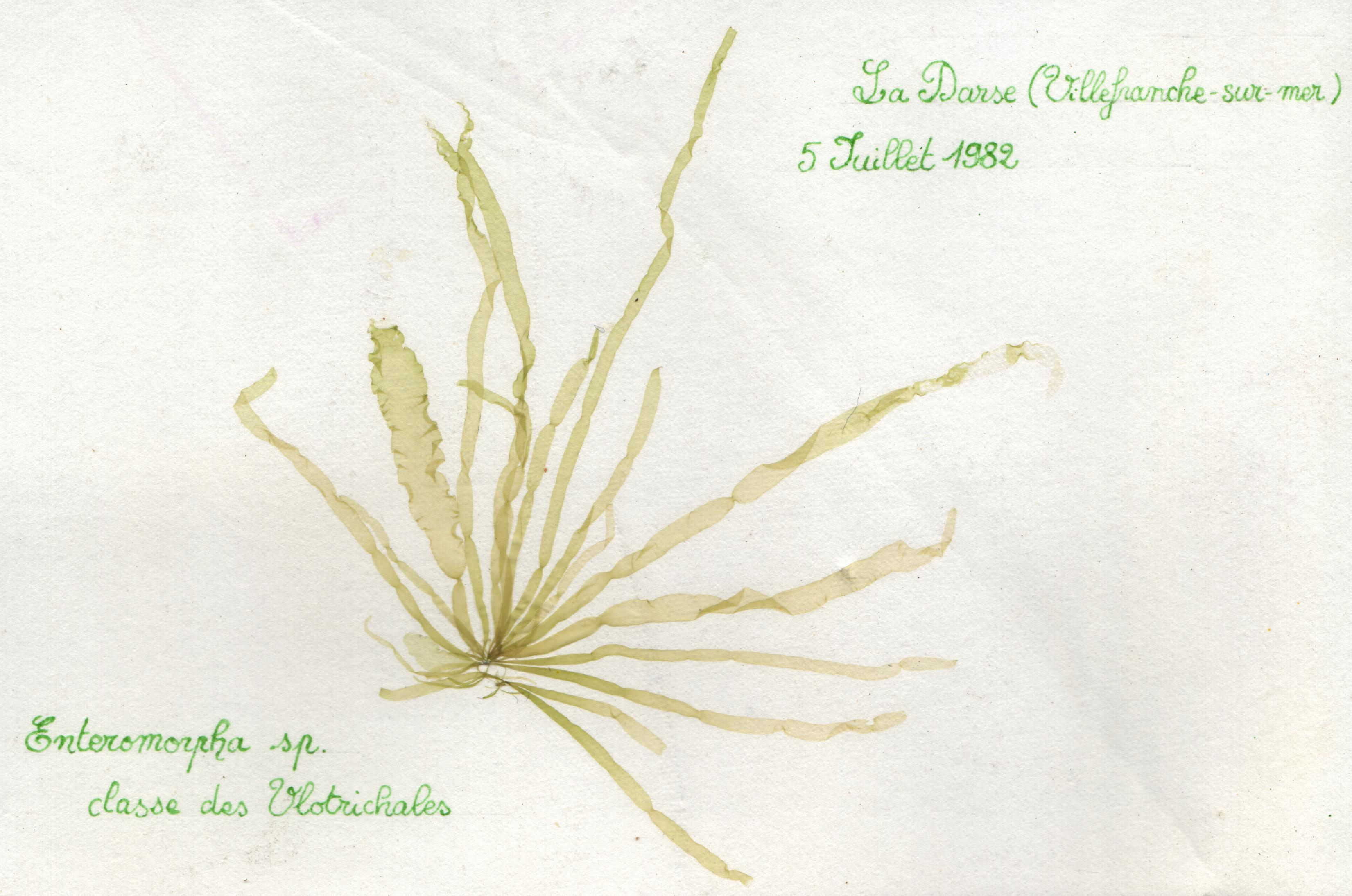
المرحضة الخضراء

المرحضة الخضراء هو نوع من الأعشاب البحرية الخضراء الصالحة للأكل ،يُزرع تجاريًا في بعض مناطق الخليج في اليابان وكوريا وتايوان ، مثل خليج إيسي . غني بالمعادن مثل الكالسيوم والمغنيسيوم والليثيوم والفيتامينات والأحماض الأمينية مثل الميثيونين . يُطلق عليه أيضًا اسم aosa (ア オ サ ، في بعض الأماكن في اليابان.
توجد أعشاب بحرية مماثلة صالحة للأكل مثل المرحضة الخضراء ، وهو عشب بحري أحمر ، يتم حصاده من سواحل اسكتلندا وويلز وأيرلندا.